# Шубичевац (стадион)
Шубичевац — футбольный стадион в городе Шибеник. Вместимость стадиона — 3412 мест.

## История
Стадион Шубичевац был построен с 1946 по 1948 год в городском районе Шубичевац. Стадион был официально открыт 1 мая 1948 года под названием «Стадион Раде Кончар». В 2016 году рядом со стадионом построили детскую площадку с искусственным газоном.
В начале 1946 года строительство стадиона «Раде Кончар» началось с футбольного поля, легкой атлетики, вспомогательных площадок для тенниса, баскетбола и волейбола, здания раздевалок и бетонных трибун. Шубичевац был выбран как место, где он будет построен, то есть место, где 22 мая 1942 года итальянские оккупанты расстреляли группу из 26 первых далматинских истребителей во главе с Радо Кончаром, в честь которого и был назван стадион. В первом этапе строительства стадиона, продолжавшемся два года, участвовали несколько тысяч членов Народного фронта, Народной молодежи, члены спортивных организаций Шибеника … В то время бетонные трибуны на 640 мест. Открытие стадиона «Раде Кончар» состоялось 1 мая 1948 года. По этому поводу было сыграно два матча; Хайдук обыграл «Шибеник» 4: 2, а на следующий день Шибеник обыграл сборную «Хайдук» и «Морнар» 3: 2. Работы на стадионе продолжались в 1951 году, а затем в 1955 году, когда площадка была осушена. Кроме того, были смонтированы канализационная сеть и гидранты, а трибуны были расширены ещё на 1360 мест. В 1958 году по распоряжению Футбольной ассоциации Югославии необходимо было озеленить детскую площадку, построить легкоатлетическую трассу, заборы и вспомогательные поля. Эта работа была завершена в сезоне 1958/59. Стадион претерпел серьёзные вмешательства в 1979 году во время MIS. Затем была сооружена восточная трибуна, административный корпус, а на западной трибуне поставлен навес. Накануне выступления молодой сборной Хорватии в 2000 году были установлены кресла на западе. Табло выставлено в мае 2007 года. Первую радиопередачу со стадиона «Раде Кончар» осуществило Радио Осиек в июле 1952 года. Транслируют вторую половину матча Шибеник — Пролетер (0: 2). Это был матч финальной части чемпионата КНР. В 2016 году рядом с основной площадкой было построено вспомогательное футбольное поле с искусственной травой. В 2020 году по решению Хорватской футбольной ассоциации стадион на Шубичеваце был признан местом проведения финала Кубка Хорватии по футболу. В 2021 году по решению Хорватской футбольной ассоциации стадион на Шубичеваце получил гибридный газон.